# Jane Tilden
Jane Tilden, née sous le nom de Marianne Wilhelmine Tuch le 16 novembre 1910 à Aussig-sur-Elbe et morte le 27 août 2002 à Kitzbühel, est une actrice autrichienne. Elle connaît une longue carrière sur scène et dans des films et des émissions de télévision.

## Biographie
Jane Tilden est née sous le nom de Marianne Tuch à Aussig, qui fait partie de l'Empire austro-hongrois. Elle est la sœur du directeur de la photographie Walter Tuch. Après avoir fait ses débuts sur scène au début des années 1930, elle apparaît régulièrement dans des films allemands et autrichiens à l'époque nazie, notamment dans la comédie La Belle Hongroise (1938). Après la Seconde Guerre mondiale, elle travaille régulièrement au cinéma et la télévision, de plus en plus dans des seconds rôles. Mariée trois fois, parmi ses maris figurent l'acteur Erik Frey et le compositeur Alexander Steinbrecher.
Sa fille France Martin a une fille, Lark, d'une relation avec Yul Brynner.

## Filmographie

### Cinéma
- 1936 : Le Flambeau de l'empereur (de) (Die Leuchter des Kaisers) de Karl Hartl : la femme de chambre
- 1936 : Hannerl und ihre Liebhaber
- 1936 : Blumen aus Nizza d'Augusto Genina
- 1938 : La Belle Hongroise (Der Blaufuchs) de Victor Tourjanski
- 1938 : Miroir de la vie (de) (Spiegel des Lebens)
- 1941 : Le Bijou magique (de) (Hauptsache glücklich)
- 1943 : Un couple heureux (Zwei glückliche Menschen)
- 1950 : Cordula
- 1953 : Le Sacrifice d'un enfant (de) (Pünktchen und Anton)
- 1956 : Le Bal de l'empereur (Kaiserball) de Franz Antel
- 1960 : Au diable la vertu (de) (Der wahre Jakob)
- 1960 : Le Brave Soldat Chvéïk (Der brave Soldat Schwejk) d'Axel von Ambesser
- 1961 : Que fait donc papa en Italie ? (de) (Was macht Papa denn in Italien?)
- 1962 : Romance à Venise (de) (Romanze in Venedig)
- 1966 : Johnny Colt (Starblack) de Giovanni Grimaldi : la mère de Johnny
- 1967 : La Chair et le Fouet (Das Rasthaus der grausamen Puppen) de Rolf Olsen
- 1969 : Köpfchen in das Wasser, Schwänzchen in die Höh' de Helmut Förnbacher : Mme Bronner
- 1971 : Les Fameuses tantes attaquent (de) (Die tollen Tanten schlagen zu) de Franz Josef Gottlieb
- 1979 : Geschichten aus dem Wienerwald
- 1981 : Stachel im Fleisch

### Télévision
- 1983 : Katzenspiel, téléfilm